# Salvatore De Giorgi
Salvatore De Giorgi (Vernole, 6. rujna 1930.) talijanski je prelat Katoličke Crkve koji je bio nadbiskup Palerma od 1996. do umirovljenja 2006. godine. Kardinalom je proglašen 1998. godine.
De Giorgi je imenovan kardinalom-svećenikom crkve Santa Maria in Aracoeli 21. veljače 1998.